# Brachinus grandis
Brachinus grandis är en skalbaggsart som beskrevs av Brulle. Brachinus grandis ingår i släktet Brachinus och familjen jordlöpare. Inga underarter finns listade i Catalogue of Life.